# Morton Salt
Pour les articles homonymes, voir Morton.
Morton Salt est la plus grande entreprise productrice et distributrice de sel en Amérique du Nord. Elle commercialise des produits grand public (sel de table), ainsi que des sels pour les marchés agricoles, industriels et routiers. L'entreprise a été créée en 1910 et son siège se trouve dans le River Point à Chicago. Filiale de Rohm and Haas de 1999 à 2009, l'entreprise est maintenant une filiale du groupe chimique allemand K+S.

## Historique (1880-1950)
En 1880, Joy Morton, âgé de 25 ans, devient un employé de E. I. Wheeler & Co, une entreprise distributrice de sel basée à Chicago, elle-même créée en 1848 comme filiale de distribution de la New York State Salt Manufacturing Co. En 1885, l'entreprise change de nom et devient la Joy Morton & Co., au même moment que J. Sterling Morton est ministre de l'agriculture sous Grover Cleveland. L'entreprise augmente son chiffre d'affaires et se diversifie avec l'achat de marais salants dans le Michigan. En 1910, après une série d'acquisitions, l'entreprise est à nouveau légalement constituée sous le nom de Morton Salt Co. À l'époque, le sel est utilisé principalement dans la construction, l'orpaillage et pour la consommation alimentaire.
En 1911, l'entreprise ajoute du carbonate de magnésium, un agent anti-agglomérant, à son sel. Cela permet d'éviter que le sel ne s'agglutine à cause de l'humidité ambiante de l'air. En 1914, le logo dit de « La fille au parapluie » fait sa première apparition. En 1924, de l'iode fut ajoutée au sel après les suggestions du scientifique David M. Cowie, professeur de pédiatrie à l'Université de Michigan qui observa les effets d'une campagne de santé similaire en Suisse. Le professeur, inquiet du fort taux de goitre dans l'état du Michigan, convainquit plusieurs entreprises productrices de sel de la région d'ajouter de l'iode à leur produit. Le résultat fut une réduction spectaculaire du nombre de cas dans la région au bout de onze ans.

## Croissance et diversification (1950-1999)
En 1951, Morton commercialise pour la première fois les Morton Pellets, des produits à base de sel pour l'adoucissement de l'eau. En 1954, Morton acquiert la Canadian Salt Co. Ltd. basée au Canada ainsi que West India Chemicals, une entreprise productrice de sel aux Bahamas. En 1959, une mine de sel de sept cents mètres de profondeur est forée à Fairport, sur les rives du lac Érié ; c'est alors la mine de sel la plus profonde des États-Unis. (En 1981, cette mine sera utilisée pour une expérience célèbre en physique quantique, la détection de neutrinos par le détecteur IMB).
Le marché du sel étant alors mature, la direction de l'entreprise tente de diversifier les activités de l'entreprise. L'entreprise se lance alors dans la production de bromides, d'adhésifs spécialisés, de produits nettoyants, de produits de teinture et de polymères. L'entreprise est introduite en Bourse en 1965 et acquiert en 1969 Simonize, un fabricant de cire pour automobiles et de produits nettoyants.
Entre 1961 et 1971, les ventes de Morton quintuplent, de 50 millions $ à 250 millions $. L'entreprise fusionne avec une entreprise pharmaceutique en 1969, Norwich-Eaton Pharmaceuticals (fabricants notamment de Pepto-Bismol), et modifie son nom à Morton-Norwich. La fusion est un succès modéré ; la nouvelle entité n'arrive pas à financer les efforts de recherche pour développer de nouvelles molécules pharmaceutiques. En 1978, Morton échange 20,8 % de ses actions à Rhone-Poulenc en échange à l'accès à leur département de R&D ainsi qu'un avis sur les produits que ceux-ci commercialisent. À la fin des années 1970, l'entreprise affiche un chiffre d'affaires annuel de 700 millions $ et plus de 10 000 employés.
En 1982, la division pharmaceutique de l'entreprise est revendue pour 371 millions $ à Procter & Gamble, et les liquidités obtenues sont utilisées pour racheter les 20 % de l'entreprise détenus par Rhône-Poulenc. L'entreprise modifie alors son nom à Morton International Inc.

## Filiale de Rohm and Haas, puis de K+S (1999 à nos jours)
En 1999, Morton International est rachetée pour 4,5 milliards $ par Rohm and Haas et devient l'une de ses filiales avant d'être revendue pour 1,68 milliard $ en 2009 au groupe K+S lors du rachat de Rohm and Haas par Dow Chemicals.